# Teatro del Pacifico sud-occidentale della seconda guerra mondiale

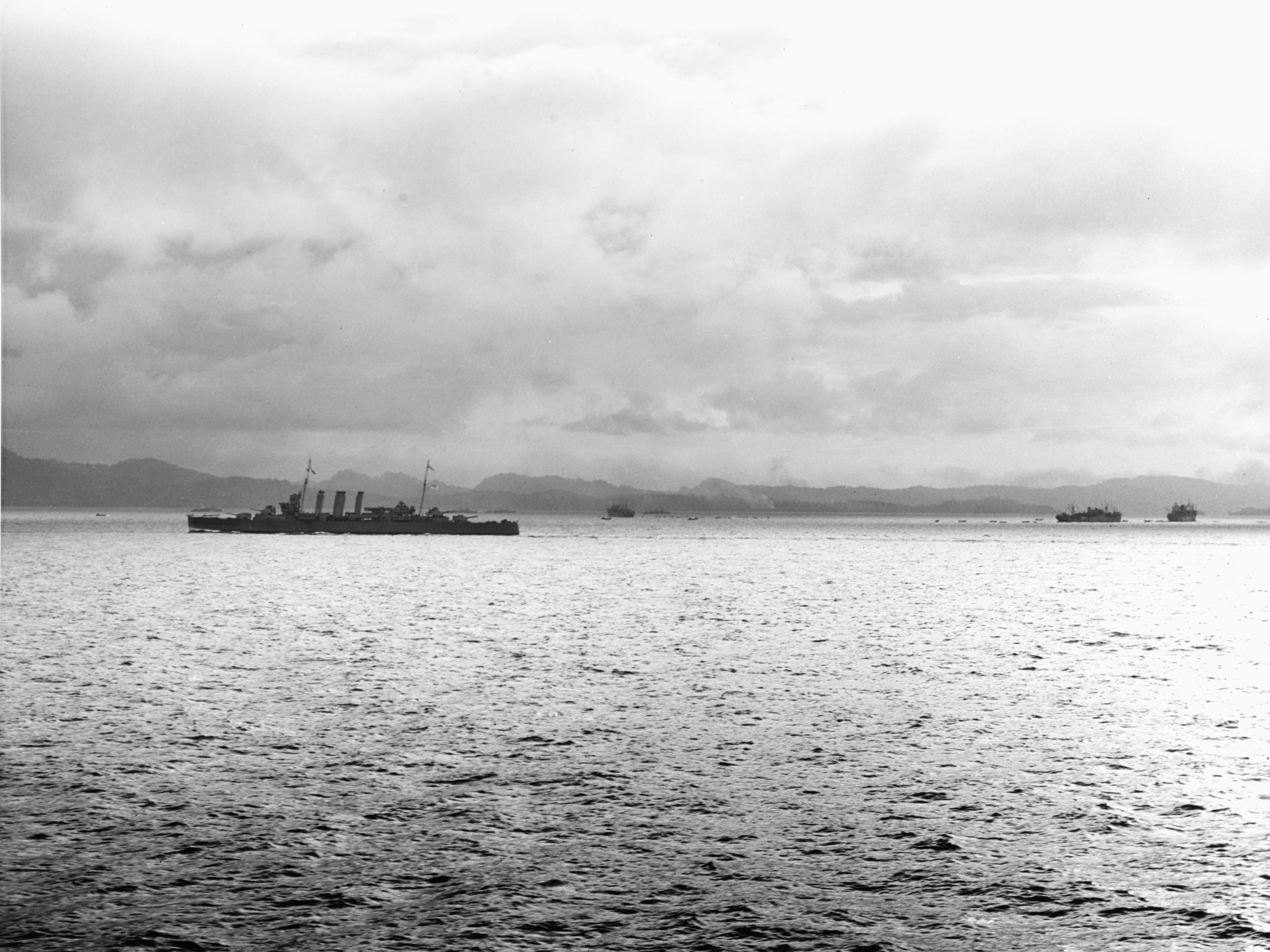
l'incrociatore australiano HMAS Canberra (sinistra al centro) protegge tre navi da trasporto Alleate (sullo sfondo e al centro verso destra) impegnate nello sbarco di truppe e rifornimenti a Tulagi.

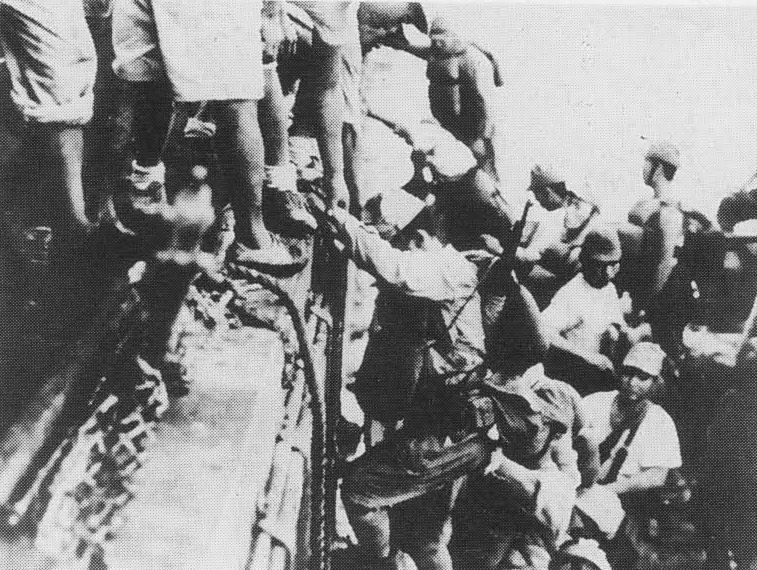
Truppe giapponesi caricano una nave da guerra in preparazione di una missione del Tokyo Express durante il 1942.

Il Pacifico Sud-Occidentale è stato, insieme a quello dell'Oceano Pacifico, una delle due aree operative durante la Guerra del Pacifico parte del secondo conflitto mondiale, tra il 1942 e il 1945. Il Pacifico Sud-Occidentale incluse le Filippine, le Indie orientali olandesi (escludendo Sumatra), il Borneo, l'Australia, i territori australiani della Nuova Guinea (includendo anche l'arcipelago delle Bismarck), la parte occidentale delle Isole Salomone e altri territori prossimi. In termini militari gli Alleati indicarono l'area come South West Pacific Area (Comando del Pacifico Sud-Ovest).
Nell'area, le forze dell'Impero giapponese operarono principalmente contro le forze degli Stati Uniti e dell'Australia. I comandi olandesi, filippini, britannici, messicani e altri ebbero ruoli minori nell'ambito delle azioni nell'area.
La maggior parte delle forze giapponesi nell'area faceva parte del Southern Expeditionary Army Group (Gruppo di Armate di Spedizione Meridionale), che fu costituito il 6 novembre del 1941, sotto il comando del generale Hisaichi Terauchi (conosciuto anche come Conte Terauchi), che aveva il compito di attaccare e occupare i territori del sud-est asiatico e del Pacifico meridionale.
Il 30 marzo del 1942, fu formato l'Allied South West Pacific Area command (SWPA) (Comando alleato del sud-ovest del Pacifico), e il generale statunitense Douglas MacArthur venne nominato Supreme Allied Commander South West Pacific Area. (Comandante supremo del Pacifico Sud-Occidentale).
Il comando del Teatro dell'Oceano Pacifico venne assegnato all'ammiraglio Chester Nimitz.

## Storia
Le forze giapponesi ebbero inizialmente importanti successi contro le forze alleate, inizialmente denominate ABDA (American, British, Dutch, Australian) nel settore delle Indie Olandesi, delle Filippine e delle isole del sud-est pacifico, come le Marshall, le Caroline e parte della Nuova Guinea. Le azioni erano state accuratamente preparate, condotte da forze addestrate, motivate e relativamente ben equipaggiate ma soprattutto con una componente aeronavale che godeva di una superiorità schiacciante. Di fronte erano schierate forze mal equipaggiate, con armamenti, navi ed aerei obsoleti e con un morale assolutamente insufficiente a contrastare gli attacchi dei giapponesi. Le ostilità iniziarono il giorno dopo l'attacco di Pearl Harbor e videro la rapida conquista delle Filippine, delle Indie Olandesi e delle Isole Salomone. Grazie anche alla Thailandia le forze francesi in Indocina vennero rapidamente sopraffatte e dopo poche settimane cadde Singapore.
Dopo la sconfitta giapponese della battaglia delle Midway, il potere aeronavale alleato cominciò a spostare il centro di gravità dei combattimenti verso il Giappone, partendo dalle basi australiane e neozelandesi. La campagna di Guadalcanal segnò la prima grave sconfitta giapponese e progressivamente le forze dell'Impero Giapponese iniziarono a cedere terreno. Dopo le Caroline, gli Alleati iniziarono l'offensiva definita "a salti di rana" da parte del generale MacArthur, che portò alla riconquista dapprima delle Filippine, poi di Guam, Tinian, Saipan.

## Maggiori battaglie del teatro
- Campagna delle Filippine (1941-1942)
  - Battaglia di Bataan
- Campagna delle Indie orientali olandesi, 1941–42
  - Battaglia dello Stretto di Badung 19–20 febbraio 1942[3]
  - Battaglia del Mare di Giava 27 febbraio 1942[4]
  - Battaglia dello Stretto della Sonda 28 febbraio – 1º marzo 1942[5]
  - Seconda battaglia del Mare di Giava 1º marzo 1942[6]
- Campagna di Guadalcanal 1942–43
  - Battaglia dell'isola di Savo 9 agosto 1942[7]
  - Battaglia delle Salomone Orientali 24–25 agosto 1942[8]
  - Battaglia di Capo Speranza 11–12 ottobre 1942[9]
  - Battaglia delle isole Santa Cruz 26 ottobre 1942[10]
  - Battaglia navale di Guadalcanal 12–15 novembre 1942[4]
  - Battaglia di Tassafaronga 30 novembre 1942[4]
- Campagna delle isole Salomone 1943–45
  - Battaglia del Golfo di Kula 6 luglio 1943[11]
  - Battaglia di Kolombangara 13 luglio 1943[11]
  - Battaglia del Golfo di Vella 6–7 agosto 1943[11]
  - Battaglia di Vella Lavella 6–7 ottobre 1943[11]
  - Campagna di Bougainville 1943-1945[12]
  - Battaglia della baia dell'imperatrice Augusta 2 novembre 1943[11]
  - Battaglia di Capo San Giorgio 25 novembre 1943[11]
- Campagna della Nuova Guinea, 1942–45
  - Battaglia del Mar dei Coralli 4–8 maggio 1942[4]
  - Battaglia della Baia Milne 25 agosto-7 settembre 1942
  - Campagna della strada per Kokoda 1942
  - Battaglia di Buna-Gona 1942
  - Battaglia del Mare di Bismarck 2 marzo 1943[4]
  - Sbarco alla baia di Nassau 1943
  - Campagna di Salamaua-Lae 1943
  - Campagna della penisola di Huon 1943
  - Campagna di Bougainville 1943-1945[12]
  - Campagna della Nuova Britannia 26 dicembre 1943[13]
  - Campagna delle Isole dell'Ammiragliato 29 febbraio 1944[13]
  - Campagna di Aitape-Wewak 22 aprile 1944[13]
  - Invasione di Hollandia 22 aprile 1944[14]
  - Battaglia di Biak 27 maggio 1944[14]
  - Battaglia di Noemfoor 2 luglio 1944[13]
  - Battaglia di Morotai 15 settembre 1944[14]
- Battaglia di Timor 1942–43
- Campagna delle Filippine (1944-1945)
  - Battaglia del Golfo di Leyte 20 ottobre 1944[4]
- Campagna del Borneo 1945